# Кахабер I Гуриели
Кахабер Гуриели (груз. კახაბერ გურიელი; fl. 1352) — представитель княжеского рода Дадиани и эристави Гурии, княжества в западной Грузии, во второй половине XIV века. Он является первым известным правителем Гурии, которого называют Гуриели.
Кахабер был младшим сыном Георгия II Дадиани (умер в 1384 году), эристави Одиши, и братом его преемника Вамеха I Дадиани. Кахабер в качестве первого Гуриели был идентифицирован грузинским историком Дмитрием Бакрадзе на основе ныне утраченной иконописной надписи 1352 года, согласно которой он вместе со своей женой Анной покровительствовал возведению церкви Рождества Богородицы в Лихаури (Гурия). Также можно сделать вывод, что в то время Гурия, по-видимому, была секундогенитурой рода Дадиани. Кахабер также упоминается как эристави сванов, из которых произошли Варданисдзе, предки династии Дадиани-Гуриели.
Кахабер может быть неназванным представителем рода Варданисдзе из хроники князя Вахушти Багратиони, который был лишён своих сванских земель грузинским царём Багратом V и отомщён Гурией после того, как сваны напали и сожгли царский город Кутаиси в 1361 году. Возможно также, что Кахабер был «архонтом» Гурии, который упоминается трапезундским хронистом Михаилом Панаретом. Согласно ему 6 августа 1372 года архонт Гурии осуществил проскинезу перед своим царским сюзереном во время встречи Баграта V с трапезундским императором Алексеем III Великим Комнином в черноморском городе Батуми.
Сыном и возможным преемником Кахабера был Георгий Гуриели, который известен вместе со своей женой Еленой по надписи из церкви в Лихаури, датированной 1422 годом, а также недатированным надписям, упоминающим его сыновей: Мамию, его возможного преемника в качестве князя Гурии, и Кайкубада.